# Nam Định
Nam Định ( výslovnost) je město v severním Vietnamu s přibližně 352 tisíc obyvateli, hlavní město stejnojmenné provincie. Leží ve vnitrozemní části delty Rudé řeky asi 90 km jihovýchodně od hlavního města Hanoje.

## Osobnosti
- Laurent Chu Văn Minh (* 27. prosinec 1943) – římskokatolický pomocný biskup arcidiecéze Hanoj
- Nguyễnová Thị Huyền (* 19. květen 1993) – vietnamská sprintérka a překážková běžkyně